# محمد أباد (فهرج)
محمد أباد (بالفارسية: محمدآباد) هي قرية تقع في ناحية نغين كوير في إيران. يقدر عدد سكانها بـ 221 نسمة.